# 宇宙マイクロ波背景放射

COBEによる宇宙マイクロ波背景放射のスペクトル（赤）と黒体放射のスペクトル（青）。波長（横軸）の単位は1cmあたりの波数。横軸の5近辺の波長1.9mm、160.2GHzにピークがあることが読み取れる

宇宙マイクロ波背景放射（うちゅうマイクロははいけいほうしゃ、cosmic microwave background ; CMB）は、天球上の全方向からほぼ等方的に観測されるマイクロ波である。そのスペクトルは2.725Kの黒体放射に極めてよく一致している。
単に宇宙背景放射 (cosmic background radiation; CBR)、マイクロ波背景放射 (microwave background radiation; MBR) 等とも言う。黒体放射温度から3K背景放射、3K放射とも言う。宇宙マイクロ波背景輻射、宇宙背景輻射などとも言う（輻射は放射の同義語）。

## CMBとビッグバン
CMBの放射は、ビッグバン理論について現在までに得られている最も確かな証拠と考えられる。CMBが1960年代中頃に発見されたことで、定常宇宙論をはじめとするビッグバン理論と対立する説への興味は失われていった。
標準的な宇宙論によると、CMBは、宇宙の温度が下がり電子と陽子が結合して水素原子に変わることで宇宙が放射に対して透明となった時代の「スナップショット」とされる。これはビッグバンの約40万年後で、この時期を「宇宙の晴れ上がり」あるいは「再結合期」などと呼ぶ。この頃の宇宙の温度は約3,000Kであった。この時以来、輻射の温度は宇宙膨張によって約1/1,100にまで下がったこととなる。宇宙が膨張するに従って CMBの光子は赤方偏移を受け、宇宙のスケール長に比例して波長が延び、結果的に輻射は冷える。この背景放射がビッグバンの証拠とされる理由について、詳しくはビッグバンを参照のこと。
CMBが生まれた後、いくつかの重要な事件が起こった。CMBが放射された時期に中性水素原子が作られたが、銀河の観測から、銀河間物質の大部分は電離していることが明らかになっている（すなわち、遠くの銀河のスペクトルに中性水素原子による吸収線がほとんど見られない）。このことは、宇宙の物質が再び水素イオンに電離した「宇宙の再電離」の時代があったことを示唆している。これについてよくなされる説明は、初期宇宙で生まれた大量の大質量星からの光によって再電離が起こった、とするものだが、再電離自体は宇宙に恒星が大量に存在する時代より昔に始まったという証拠もある。
CMBが放射された後、最初の恒星が観測されるまでの間、観測可能な天体が存在しないことから、宇宙論研究者はこの時代をユーモア混じりに暗黒時代(dark age)と呼ぶ。この時代については多くの天文学者によって精力的に研究されている。
CMBよりも外側は宇宙の晴れ上がり前の状態であり、光学的に見知ることができないため、地球からCMBの内側までが可視宇宙（宇宙光の地平面）（半径約457億光年）とされる。CMBよりも外側は光学的には観測できないが、将来的には重力波などによって観測できる可能性があるため、観測可能な宇宙（半径約465億光年）と表現される。観測可能な宇宙のさらに外側はビッグバン当初の光よりも速く時空が膨張し遠ざかっている領域であり、速度的に光も重力波も内側へ届かないため、現在の科学技術レベルでは原理的に観測不可能な宇宙領域である。宇宙論で「宇宙」という用語は、観測可能な宇宙までのことを指す。観測可能な宇宙の外側の状態は不明であり、無限に広がっているという説も有限であるという説も虚無であるという説も存在する。光速よりも速く広がっているため、ワープ技術でも開発されないかぎり原理的に不可知な領域であるため、現在では「因果的に切り離されている宇宙」と表現されることもある。

## 特徴

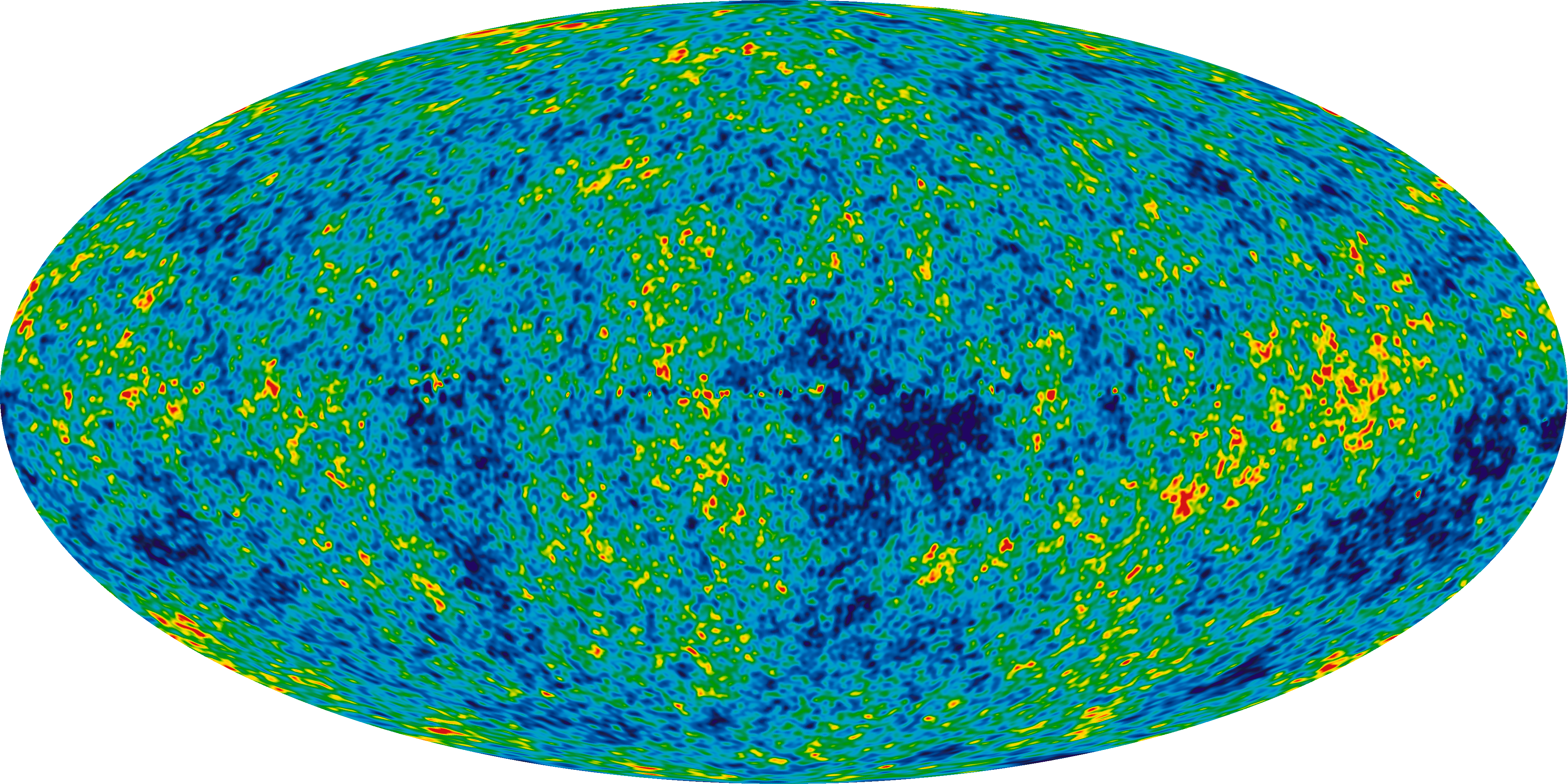
WMAPにより観測された宇宙マイクロ波背景放射

### エネルギー分布
CMBの特徴の一つに、エネルギースペクトル分布が黒体放射とほぼ一致しているという点がある。

### 等方性
CMBのもう一つの顕著な特徴は、非常に高い精度で等方的であるという点である（黒体放射温度が等方的）。
ごくわずかに観測される非等方性のうち最も大きな成分は双極成分（180度スケールのずれ）であり、その大きさは単極成分（全体の平均）の 10-3 程度である。この原因は地球（太陽系）がCMBに対して運動（約370km/s）していることを示している。なおこれは、銀河系自身の運動（約600km/s）と、太陽系が銀河中心に対して公転する運動（秒速230km）とのベクトル合成である。

#### 非等方性
外的な物理過程によるCMBの変化も存在する。スニヤエフ・ゼルドビッチ効果はこのような物理過程の主な要素の一つである。宇宙空間に高エネルギーの電子を含む雲が存在し、このような雲によってCMBの放射が散乱されると、CMBの光子はいくらかエネルギーを得て、散乱前よりも温度の高い放射として観測される。
もっと興味深いのは、約数十分角から数度のスケールで見られる約10-5程度の非等方性である。この非常に小さな変動はザックス・ヴォルフェ効果の結果である。これはCMBの光子が重力赤方偏移を受けて生じるものである。インフレーション理論によれば、この変動の起源は量子ゆらぎがインフレーションによって引き伸ばされたものであり、宇宙の初期ゆらぎそのものである。この変動の角度に関するパワースペクトルは（多重極モーメント成分の振幅として）理論的に計算することができ、パワースペクトルにいくつかのピークや谷が存在することが分かる。このピークや谷の位置はハッブル定数などの宇宙論パラメータや宇宙の幾何学に依存するため、これを実際の観測と比較することで宇宙モデルを決めることができる。

## 検出、予言、発見

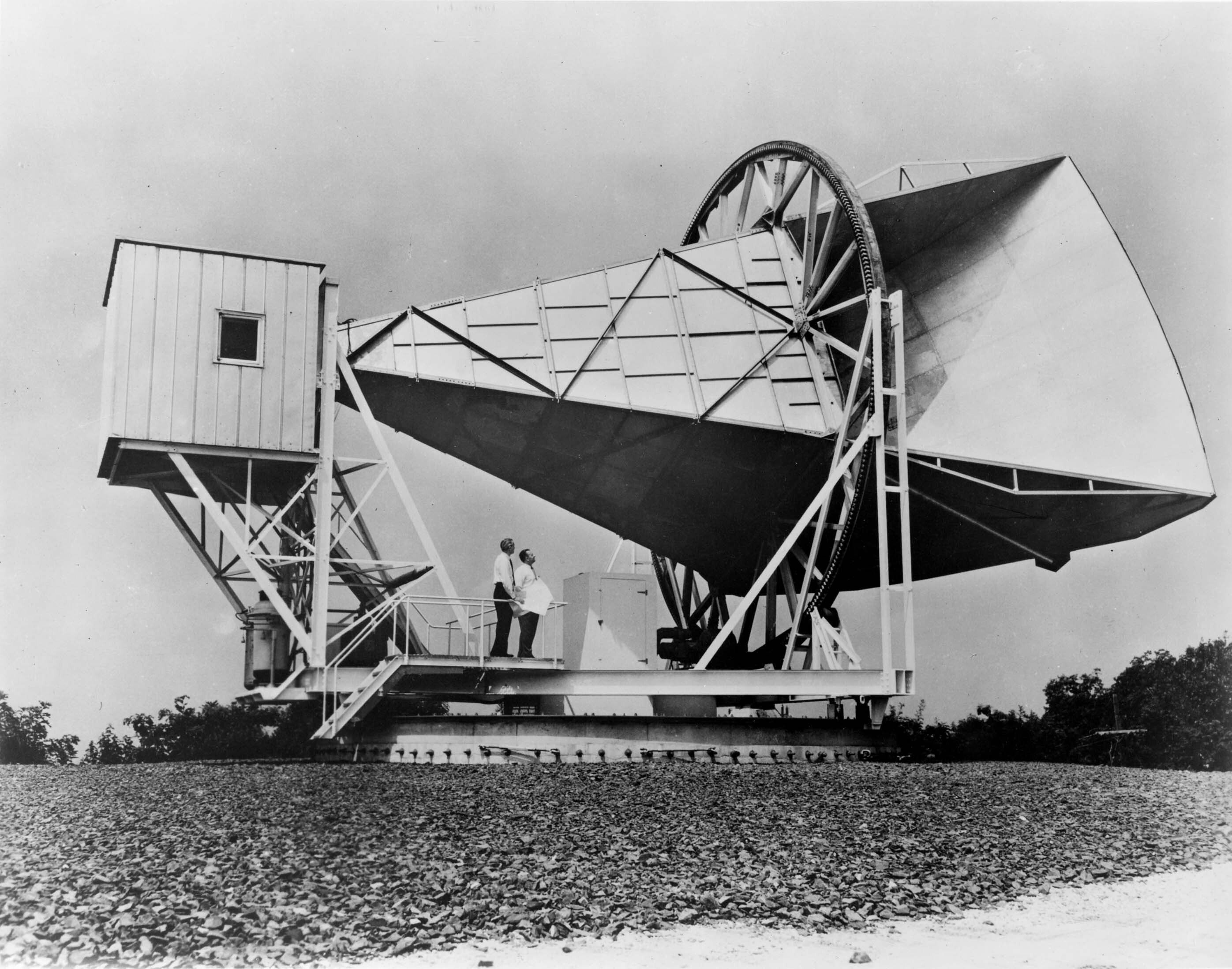
宇宙マイクロ波背景放射が最初に観測された、ベル研究所のホルムデル拠点（:en:Bell Labs Holmdel Complex）にある15メートルホーンアンテナ

CMBはジョージ・ガモフ、ラルフ・アルファー、ロバート・ハーマンによって1940年代に予言され、1964年にアメリカ合衆国のベル電話研究所（現ベル研究所）のアーノ・ペンジアスとロバート・W・ウィルソンによってアンテナの雑音を減らす研究中に偶然に発見された。ペンジアスとウィルソンはこの発見によって1978年にノーベル物理学賞を受賞した。この CMBの解釈をめぐっては、1960年代に「CMBは遠方銀河の恒星からの光が散乱されたものである」とする定常宇宙論の支持者との間に激しい議論が巻き起こった。1941年にアンドリュー・マッケラーがこの散乱光モデルを採用し、恒星の幅の狭い吸収線の研究に基づいて、「星間空間の'回転'の温度は2Kになる」とする論文を発表しており、同時期にエディントンなども同様の説を提案していた。ガモフらは当初、背景輻射の温度として約5K程度を予想していた一方で、散乱光モデルを支持する研究者たちは2 - 3Kになるというモデルを提案し、輻射の温度の予測値だけを見ると散乱光モデルの方が現実の値に近いものであった。しかし1970年代に入ると、研究者たちのコンセンサスはCMBがビッグバンの名残であるとする説に傾いていった。天文学者たちのコミュニティがCMBの成因としてビッグバンを支持するようになったのは、星の光の散乱光というモデルから期待されるよりもCMBがずっと滑らかである（非等方性が小さい）という観測結果が積み重ねられたためである。
電子レンジの原理から分かるように水はマイクロ波を吸収するため、CMBを地上の観測機器で観測するのは非常に難しい。そのため、CMBの研究では大気圏または宇宙空間で観測装置を用いることが多くなっている。飛行機による観測で双極成分の存在が確認された。地上でのCMBの観測は、チリのアンデス山脈や南極といった高度の高い場所や極地で行われている。

## 観測実験
上記のような観測実験の中でも、1989年から1996年にかけて行われたCOBE衛星ミッションはおそらく最も有名なものである。この衛星によって初めて、双極成分以外の大スケールでの非等方性が検出された。COBEの結果に触発されて、続く10年間に一連の地上もしくは気球を使ったCMB観測実験が行われ、より小さな角度スケールでの非等方性が測定された。これら実験の初期目標は、COBEで十分に分解できなかったパワースペクトルの最初のピークのスケールを測定することだった。これらの測定によって、宇宙における構造形成の理論として宇宙ひもを考える説は棄却され、インフレーション宇宙が正しい理論であることが示唆された。パワースペクトルの最初のピークは年々高い感度で測定され、2000年には南極の大気圏上層部での気球によるBOOMERanG実験によって、1度というスケールでゆらぎのパワーが最も高くなることが報告された。この結果と他の宇宙論の観測データを総合すると、我々の宇宙は平坦であるという結果が示唆された。その後2003年までに、カリフォルニア大学バークレー校のチームによるMAXIMAやVery Small Array、Cosmic Background Imagerといった多くの地上の干渉計によって、より高精度のゆらぎの観測が行われた。
2001年6月、NASAは2機目のCMB観測ミッションであるWMAPを打ち上げた。これは全天にわたって大スケールの非等方性を、それまでよりも遥かに正確な測定を行なうことが目的であった。2003年に公開されたこのミッションの成果は、パワースペクトルを1度以下のスケールまで詳細に測定したもので、これによって数多くの宇宙論パラメータに強い制限が与えられることとなった。この観測の結果は、多くの理論の中でもインフレーション宇宙論から期待される結果と広い範囲で良く合うものである。例えば、宇宙年齢は137±2億年、宇宙の物質・エネルギーの組成はダークエネルギー73%、ダークマター23%、バリオン4%などと求められている。WMAPはCMBの大きな角スケール（月の大きさ程度の構造）でのゆらぎについて非常に精密な測定を行ったが、地上の干渉計で行われた小さなスケールでのゆらぎについては測定していない。
3機目の宇宙ミッションであるプランク衛星は2009年5月に打ち上げられた。この人工衛星はボロメータを搭載し、WMAPよりも小さなスケールでCMBを測定する。前の2機とは異なり、PlanckミッションはNASAとESAの共同ミッションである。プランク衛星による初期観測結果は、2013年3月21日に公開された。この結果、宇宙年齢は138億年、宇宙の物質・エネルギーの組成はダークエネルギー68.3%、ダークマター26.8%、バリオン4.9%であると求められた。

## CMB以外の宇宙背景
CMB以外にも、天球上から等方的に検出される現象があるが、互いに関連は薄い。
- 宇宙赤外線背景放射
- 宇宙X線背景放射
- 宇宙ニュートリノ背景（放射ではない）